# Elisabeth Micheler-Jones
Elisabeth Micheler-Jones (30 aprile 1966) è un'ex canoista tedesca.

## Palmarès

### Olimpiadi
- 1 medaglia:
  - 1 oro (Barcellona 1992 nel K1 slalom con la Germania)

### Mondiali
- 4 medaglie:
  - 2 ori (Tacen 1991 nel K1 con la Germania; Bourg St.-Maurice 1987 nel K1 a squadre con la Germania Ovest)
  - 2 bronzi (Nottingham 1995 nel K1 a squadre con la Germania; Bourg St.-Maurice 1987 nel K1 con la Germania Ovest)

### Europei
- 1 medaglia:
  - 1 argento (Augusta 1996 nel K1 a squadre con la Germania)